# Bahanî, Ripkî
Bahanî (în ucraineană Бахани) este un sat în comuna Petruși din raionul Ripkî, regiunea Cernihiv, Ucraina.

## Demografie
Componența lingvistică a localității Bahanî
     Ucraineană (97,75%)
     Rusă (2,25%)
Conform recensământului din 2001, majoritatea populației localității Bahanî era vorbitoare de ucraineană (97,75%), existând în minoritate și vorbitori de rusă (2,25%).